# الین‌ایر
الین‌ایر (به انگلیسی: Ellinair) یک شرکت هواپیمایی با کد یاتا EL است که در تاریخ ۲۰۱۳ میلادی تأسیس شده و در تاریخ ۱ فوریه ۲۰۱۴ فعالیتش را آغاز کرده‌است. دفتر مرکزی الین‌ایر در سالونیک، مقدونیه مرکزی، یونان واقع شده‌است و قطب این شرکت هواپیمایی در فرودگاه بین‌المللی سالونیک قرار دارد و به ۳۰ مقصد، پرواز مستقیم انجام می‌دهد.